# Olympiades
Olympiades – stacja linii nr 14 metra  w Paryżu. Stacja znajduje się w 13. dzielnicy Paryża.  Została otwarta dla pasażerów 26 czerwca 2007 r.